# Crenea
A la mitologia grega, les Crenees (en grec antic Κρηναῖαι) eren un tipus de nimfes nàiades associades a les fonts i als pous.
Es coneixen alguns noms de les Crenees:
1. Aganipe[2]
2. Apies[3]